# 296 av. J.-C.
Cette page concerne l'année 296 av. J.-C. du calendrier julien proleptique.

## Événements
- 28 février (11 avril du calendrier romain) : début à Rome du consulat de Appius Claudius Caecus et Lucius Volumnius Flamma Violens[1].
  - Fabius et Publius Decius Mus continuent à ravager le Samnium comme proconsuls. Decius contraint l’armée Samnite à évacuer le Samnium pour l’Étrurie où ils s’allient avec les Étrusques. Gellius Egnatius prend le commandement des forces alliées, mais est battu par les deux consuls envoyés en Étrurie à la tête d’une forte armée le 21 avril[1]. En août[1], Volumnius retourne dans le Samnium et réprime un raid samnite en Campanie[2].
  - Colonies romaines à Minturnae et à Sinuessa[2].
  - Installation de la Louve capitoline et des jumeaux Romulus et Remus, groupe sculpté, près du figuier Ruminal, à l'initiative des frères Ogulnii, Cnaeus et Quintus, édiles curules[2].
  - Dédicace du temple de Bellone, à Rome, voué par Appius Claudius Caecus[3].
- Hiver 296-295 av. J.-C. : échec d'une insurrection contre Lacharès à Athènes[4].

- Mithridate Ier avance en Cappadoce Pontique ; il se proclame roi du Pont[5] vers 281-280 av. J.-C..

## Décès
- Diodore Cronos, philosophe grec.